# Falschalarmrate
Die Falschalarmrate (FAR) ist ein Bewertungsmaß für die Arbeit eines Radargerätes der Luftraumaufklärung. Echosignale werden im Radarempfänger immer vor einem Hintergrundrauschen dargestellt. Die Rauschsignale treten statistisch verteilt mit Amplituden auf, die denen von Nutzsignalen entsprechen und als solche verarbeitet werden. Dies führt zur Anzeige von falschen Zielen. Unter Falschalarmrate versteht man die durchschnittliche Anzahl der falschen Ziele, die in einer bestimmten Zeit, zum Beispiel pro Antennenumdrehung oder pro Impulsfolgeperiode (PRT) am Empfängerausgang feststellbar sind.
Die Falschalarmrate soll möglichst niedrig sein. Sie berechnet sich aus dem Verhältnis der vorhandenen Anzahl der Falschalarme zur maximal möglichen Anzahl von Falschalarmen. Die maximale Anzahl der Falschalarme wird durch die Anzahl der möglichen Zielerkennungen bestimmt. Bei einem digitalen Radar ist das die Anzahl der Rangecells. Bei einem analogen Radar wird die Anzahl der maximal möglichen Falschalarme durch das Verhältnis Empfangszeit zur Sendeimpulsdauer bestimmt. Die Falschalarmrate kann zum Beispiel mit folgender Formel berechnet werden:
{\displaystyle FAR={\frac {\text{Falschziele pro PRT}}{\text{Rangecells}}}}
Der mittlere Pegel des Rauschens wird unter anderem durch die Größe der Grundverstärkung des Empfängers eingestellt. Mit einem Schwellenwert wird festgelegt, bis zu welcher Amplitude das Rauschen begrenzt wird und ab welchem Spannungswert die Ziele zur Anzeige kommen. In der nebenstehenden Grafik sind die echten Zielechos dunkelgrün gegenüber dem hellgrünen Rauschen gekennzeichnet. Alle Impulse, welche den jeweiligen Spannungswert (a bis d) überschreiten, werden am Sichtgerät angezeigt. Die Wahl der Schwellenwertspannung bestimmt nun die Falschalarmrate. In der Praxis werden bei digitaler Zielverarbeitung Falschalarmraten in einer Größenordnung von etwa 10−3 bis 10−4 toleriert. Bei einer analogen Darstellung werden allerdings sehr viel höhere Werte in Kauf genommen, die dann durch die Erfahrungen des Radarbedieners kompensiert werden.
Falschalarmrate und Entdeckungswahrscheinlichkeit beeinflussen sich gegenseitig. Durch die Erhöhung der Empfängerverstärkung wird der Rauschpegel erhöht und die Falschalarmrate steigt an. Gleichzeitig steigt auch die Entdeckungswahrscheinlichkeit an, weil sehr schwache Zielzeichen nun den Schwellenwert übersteigen. Bei der Abstimmung des Radargerätes muss also ein optimaler Kompromiss zwischen beiden Parametern gefunden werden.

## Konstante Falschalarmrate (CFAR)
Bei statischen Schwellenwertspannungen ist die Falschalarmrate auch abhängig von der Entfernung, weil durch die STC-Schaltung die Verstärkung der Empfänger zeitabhängig geregelt wird. Moderne Radargeräte verwenden deshalb Schaltungen, die den Schwellenwert als eine Funktion der wahrgenommenen Umgebungsbedingungen beeinflussen können und eine konstante Falschalarmrate (CFAR) während der gesamten Dauer der Auslenkung bewirken. Der Schwellenwert ist nun keine statische Spannung mehr, sondern ein beispielsweise dem mittleren Rauschpegel angepasster Spannungsverlauf.